# Discografia dei Papa Roach
Questa è la discografia dei Papa Roach, gruppo musicale alternative metal statunitense formatosi nel 1993.

## Album in studio
| Album | Max posizione in classifica | Max posizione in classifica | Max posizione in classifica | Max posizione in classifica | Max posizione in classifica | Max posizione in classifica | Max posizione in classifica | Max posizione in classifica | Max posizione in classifica | Max posizione in classifica | Max posizione in classifica | Certificazione                      |
| Album | [ 1 ]                       | [ 2 ]                       | [ 3 ]                       | [ 4 ]                       | [ 5 ]                       | [ 6 ]                       | [ 7 ]                       | [ 8 ]                       | [ 9 ]                       | [ 10 ]                      | [ 11 ]                      | Certificazione                      |
| --- | --------------------------- | --------------------------- | --------------------------- | --------------------------- | --------------------------- | --------------------------- | --------------------------- | --------------------------- | --------------------------- | --------------------------- | --------------------------- | ----------------------------------- |
| Old Friends from Young Years - Anno: 1997 - Etichetta: Onion Hardcore (numero 707) - Formato: CD                                          | —                           | —                           | —                           | —                           | —                           | —                           | —                           | —                           | —                           | —                           | —                           |                                     |
| Infest - Pubblicazione: 20 aprile 2000 - Etichetta: DreamWorks (numero 450223) - Formato: CD                                              | 5                           | 50                          | 12                          | 9                           | 5                           | —                           | 5                           | 47                          | 22                          | 16                          | 9                           | - CAN: 2× Platino - USA: 3× Platino |
| Lovehatetragedy - Pubblicazione: 18 giugno 2002 - Etichetta: DreamWorks (numero 450382) - Formato: CD                                     | 2                           | 19                          | 8                           | 5                           | 5                           | 34                          | 6                           | 21                          | 24                          | 3                           | 3                           | - CAN: Oro - USA: Oro               |
| Getting Away with Murder - Pubblicazione: 31 agosto 2004 - Etichetta: Geffen (numero 0007486) - Formato: CD                               | 17                          | —                           | 8                           | 14                          | —                           | 64                          | 8                           | 38                          | —                           | 13                          | 30                          | - CAN: Oro - USA: Platino           |
| The Paramour Sessions - Pubblicazione: 12 settembre 2006 - Etichetta: Geffen (numero 0007486) - Formato: CD                               | 16                          | —                           | 35                          | 69                          | —                           | 160                         | 35                          | 86                          | —                           | 33                          | 61                          |                                     |
| Metamorphosis - Pubblicazione: 24 marzo 2009 - Etichetta: DGC/Interscope - Formato: CD                                                    | 8                           | —                           | 12                          | 5                           | 15                          | —                           | 23                          | —                           | —                           | 21                          | 42                          | - UK: Argento                       |
| Time for Annihilation...On the Record and On the Road - Pubblicazione: 31 agosto 2010 - Etichetta: Eleven Seven Music - Formato: CD + DVD | 23                          | —                           | 38                          | —                           | —                           | 64                          | —                           | —                           | 40                          | —                           | 71                          |                                     |
| The Connection - Pubblicazione: 2 ottobre 2012 - Etichetta: Eleven Seven Music - Formato: CD                                              | 17                          | 70                          | 24                          | 106                         | —                           | 163                         | 27                          | 83                          | —                           | 21                          | 37                          |                                     |
| F.E.A.R. - Pubblicazione: 27 gennaio 2015 - Etichetta: Eleven Seven Music                                                                 | 15                          | 29                          | 8                           | 47                          | 8                           | 90                          | 6                           | 32                          | —                           | 8                           | 13                          |                                     |
| Crooked Teeth - Pubblicazione: 19 maggio 2017 - Etichetta: Eleven Seven Music - Formato: CD, digitale                                     | 20                          | 18                          | 6                           | 46                          | 14                          | 191                         | 6                           | —                           |                             | 7                           | 20                          | - UK: Argento                       |
| Who Do You Trust? - Pubblicazione: 18 gennaio 2019 - Etichetta: Eleven Seven Music - Formato: CD, digitale                                | 73                          | 42                          | 8                           | 131                         | 70                          | 131                         | 4                           | —                           |                             | 3                           | 36                          |                                     |
| Ego Trip - Pubblicazione: 8 aprile 2022 - Etichetta: New Noize - Formato: CD, digitale                                                    | 115                         | —                           | 18                          | 163                         | —                           | —                           | 14                          | —                           |                             | 9                           | —                           |                                     |

## Album dal vivo
| Anno | Album dettagli                                                                                                   |
| ---- | --- |
| 2010 | Time for Annihilation...On the Record and On the Road - Anno: 2010 - Etichetta: Eleven Seven Music - Formato: CD |

## Raccolte
| Anno | Album dettagli                                                                                |
| ---- | --------------------------------------------------------------------------------------------- |
| 2010 | ...To Be Loved: The Best of Papa Roach - Anno: 2010 - Etichetta: Geffen Records - Formato: CD |

## Extended play
| Anno | Dettagli album |
| ---- | --- |
| 1994 | Potatoes for Christmas - Anno: 1994 - Etichetta: Onion Hardcore - Formato: CD                                        |
| 1995 | Caca Bonita - Anno: 1995 - Etichetta: Onion Hardcore - Formato: CS                                                   |
| 1998 | 5 Tracks Deep - Anno: 1998 - Etichetta: Onion Hardcore - Formato: CD                                                 |
| 1999 | Let 'Em Know - Anno: 1999 - Etichetta: Onion Hardcore - Formato: CD                                                  |
| 2002 | She Loves Me Not - Anno: 2002 - Etichetta: DreamWorks - Formato: CD                                                  |
| 2004 | Rolling Stone Original - Anno: 2004 - Etichetta: DreamWorks - Formato: Download digitale                             |
| 2007 | Live Session (iTunes Exclusive) - Data: 17 luglio 2007 - Etichetta: Geffen - Formato: Download Digitale              |
| 2007 | Hit 3 Pack: Forever - Data: 24 luglio 2007 - Etichetta: Geffen - Formato: Download Digitale                          |
| 2009 | Naked and Fearless (Acoustic Version) - Data: 23 giugno 2009 - Etichetta: DGC/Interscope - Format: Download Digitale |
| 2024 | Leave a Light On (Talk Away the Dark) - Data: 2 agosto 2024 - Etichetta: New Noize - Format: Download Digitale       |

## Singoli
| Anno | Titolo                                | Posizione più alta | Posizione più alta | Posizione più alta | Posizione più alta | Posizione più alta | Posizione più alta | Posizione più alta | Posizione più alta | Posizione più alta | Posizione più alta | Certificazione | Album                                                 |
| Anno | Titolo                                | US                 | Alt.               | Main.              | AUT                | CAN                | GER                | IRL                | NLD                | SWI                | UK                 | Certificazione | Album                                                 |
| ---- | ------------------------------------- | ------------------ | ------------------ | ------------------ | ------------------ | ------------------ | ------------------ | ------------------ | ------------------ | ------------------ | ------------------ | -------------- | ----------------------------------------------------- |
| 2000 | Last Resort                           | 57                 | 1                  | 4                  | 7                  | —                  | 4                  | 13                 | 32                 | 25                 | 3                  |                | Infest                                                |
| 2000 | Broken Home                           | —                  | 9                  | 18                 | 42                 | —                  | 34                 | —                  | —                  | 96                 | —                  |                | Infest                                                |
| 2001 | Between Angels and Insects            | —                  | 16                 | 27                 | —                  | —                  | 94                 | 20                 | —                  | —                  | 17                 |                | Infest                                                |
| 2001 | Dead Cell                             | —                  | —                  | —                  | —                  | —                  | —                  | —                  | —                  | —                  | —                  |                | Infest                                                |
| 2002 | She Loves Me Not                      | 76                 | 5                  | 3                  | —                  | —                  | 47                 | 23                 | 62                 | 72                 | 14                 |                | Lovehatetragedy                                       |
| 2002 | Time and Time Again                   | —                  | 33                 | 26                 | —                  | —                  | —                  | 39                 | —                  | —                  | 54                 |                | Lovehatetragedy                                       |
| 2004 | Getting Away with Murder              | 69                 | 4                  | 2                  | 28                 | —                  | 38                 | —                  | 89                 | —                  | 45                 |                | Getting Away with Murder                              |
| 2004 | Scars                                 | 15                 | 2                  | 4                  | —                  | —                  | 82                 | —                  | —                  | —                  | —                  | RIAA: oro      | Getting Away with Murder                              |
| 2005 | Take Me                               | —                  | 23                 | 11                 | —                  | —                  | —                  | —                  | —                  | —                  | —                  |                | Getting Away with Murder                              |
| 2006 | ...To Be Loved                        | 116                | 14                 | 8                  | —                  | —                  | —                  | —                  | —                  | —                  | 171                |                | The Paramour Sessions                                 |
| 2007 | Forever                               | 55                 | 2                  | 2                  | —                  | —                  | —                  | —                  | —                  | —                  | —                  |                | The Paramour Sessions                                 |
| 2007 | Time Is Running Out                   | —                  | 17                 | 15                 | —                  | —                  | —                  | —                  | —                  | —                  | —                  |                | The Paramour Sessions                                 |
| 2007 | Reckless                              | —                  | —                  | 40                 | —                  | —                  | —                  | —                  | —                  | —                  | —                  |                | The Paramour Sessions                                 |
| 2008 | Hollywood Whore                       | —                  | —                  | 37                 | —                  | —                  | —                  | —                  | —                  | —                  | 139                |                | Metamorphosis                                         |
| 2009 | Lifeline                              | 81                 | 3                  | 1                  | —                  | 95                 | —                  | —                  | —                  | —                  | —                  |                | Metamorphosis                                         |
| 2009 | I Almost Told You That I Loved You    | —                  | 35                 | 20                 | —                  | —                  | —                  | —                  | —                  | —                  | —                  |                | Metamorphosis                                         |
| 2009 | Had Enough                            | —                  | —                  | —                  | —                  | —                  | —                  | —                  | —                  | —                  | —                  |                | Metamorphosis                                         |
| 2010 | Kick in the Teeth                     | —                  | 18                 | 2                  | —                  | —                  | —                  | —                  | —                  | —                  | —                  |                | Time for Annihilation...On the Record and On the Road |
| 2010 | Burn                                  | —                  | 17                 | 3                  | —                  | —                  | —                  | —                  | —                  | —                  | —                  |                | Time for Annihilation...On the Record and On the Road |
| 2011 | No Matter What                        | —                  | —                  | 13                 | —                  | —                  | —                  | —                  | —                  | —                  | —                  |                | Time for Annihilation...On the Record and On the Road |
| 2011 | One Track Mind                        |                    |                    |                    |                    |                    |                    |                    |                    |                    |                    |                | Time for Annihilation...On the Record and On the Road |
| 2012 | Still Swingin'                        | —                  | 32                 | 3                  | —                  | —                  | —                  | —                  | —                  | —                  | —                  |                | The Connection                                        |
| 2012 | Where Did the Angels Go?              | —                  | —                  | 20                 | —                  | —                  | —                  | —                  | —                  | —                  | —                  |                | The Connection                                        |
| 2013 | Before I Die                          | —                  | —                  | —                  | —                  | —                  | —                  | —                  | —                  | —                  | —                  |                | The Connection                                        |
| 2013 | Leader of the Broken Hearts           | —                  | —                  | 22                 | —                  | —                  | —                  | —                  | —                  | —                  | —                  |                | The Connection                                        |
| 2014 | Face Everything and Rise              | —                  | —                  | —                  | —                  | —                  | —                  | —                  | —                  | —                  | —                  |                | F.E.A.R.                                              |
| 2014 | Warriors                              | —                  | —                  | —                  | —                  | —                  | —                  | —                  | —                  | —                  | —                  |                | F.E.A.R.                                              |
| 2015 | Broken as Me                          |                    |                    |                    |                    |                    |                    |                    |                    |                    |                    |                | F.E.A.R.                                              |
| 2015 | Never Have to Say Goodbye             |                    |                    |                    |                    |                    |                    |                    |                    |                    |                    |                | F.E.A.R.                                              |
| 2015 | Devil                                 |                    |                    |                    |                    |                    |                    |                    |                    |                    |                    |                | F.E.A.R.                                              |
| 2015 | Gravity                               |                    |                    |                    |                    |                    |                    |                    |                    |                    |                    |                | F.E.A.R.                                              |
| 2015 | Falling Apart                         |                    |                    |                    |                    |                    |                    |                    |                    |                    |                    |                | F.E.A.R.                                              |
| 2016 | Crooked Teeth                         |                    |                    |                    |                    |                    |                    |                    |                    |                    |                    |                | Crooked Teeth                                         |
| 2017 | Periscope                             |                    |                    |                    |                    |                    |                    |                    |                    |                    |                    |                | Crooked Teeth                                         |
| 2017 | Help                                  |                    |                    |                    |                    |                    |                    |                    |                    |                    |                    |                | Crooked Teeth                                         |
| 2017 | Traumatic                             |                    |                    |                    |                    |                    |                    |                    |                    |                    |                    |                | Crooked Teeth                                         |
| 2017 | American Dreams                       |                    |                    |                    |                    |                    |                    |                    |                    |                    |                    |                | Crooked Teeth                                         |
| 2017 | Born for Greatness                    |                    |                    |                    |                    |                    |                    |                    |                    |                    |                    |                | Crooked Teeth                                         |
| 2018 | Who Do You Trust?                     |                    |                    |                    |                    |                    |                    |                    |                    |                    |                    |                | Who Do You Trust?                                     |
| 2018 | Renegade Music                        |                    |                    |                    |                    |                    |                    |                    |                    |                    |                    |                | Who Do You Trust?                                     |
| 2018 | Not the Only One                      |                    |                    |                    |                    |                    |                    |                    |                    |                    |                    |                | Who Do You Trust?                                     |
| 2018 | Elevate                               |                    |                    |                    |                    |                    |                    |                    |                    |                    |                    |                | Who Do You Trust?                                     |
| 2019 | Come Around                           |                    |                    |                    |                    |                    |                    |                    |                    |                    |                    |                | Who Do You Trust?                                     |
| 2020 | The Ending                            |                    |                    |                    |                    |                    |                    |                    |                    |                    |                    |                | Who Do You Trust?                                     |
| 2021 | Domination                            |                    |                    |                    |                    |                    |                    |                    |                    |                    |                    |                | –                                                     |
| 2021 | Last Resort (Reloaded)                |                    |                    |                    |                    |                    |                    |                    |                    |                    |                    |                | –                                                     |
| 2021 | Swerve                                |                    |                    |                    |                    |                    |                    |                    |                    |                    |                    |                | Ego Trip                                              |
| 2021 | Kill the Noise                        |                    |                    |                    |                    |                    |                    |                    |                    |                    |                    |                | Ego Trip                                              |
| 2021 | Dying to Believe                      |                    |                    |                    |                    |                    |                    |                    |                    |                    |                    |                | Ego Trip                                              |
| 2022 | Stand Up                              |                    |                    |                    |                    |                    |                    |                    |                    |                    |                    |                | Ego Trip                                              |
| 2022 | No Apologies                          |                    |                    |                    |                    |                    |                    |                    |                    |                    |                    |                | Ego Trip                                              |
| 2023 | Cut the Line                          |                    |                    |                    |                    |                    |                    |                    |                    |                    |                    |                | Ego Trip                                              |
| 2023 | Leave a Light On (Talk Away the Dark) |                    |                    |                    |                    |                    |                    |                    |                    |                    |                    |                | Ego Trip                                              |
| 2025 | Even If It Kills Me                   |                    |                    |                    |                    |                    |                    |                    |                    |                    |                    |                |                                                       |